# Fajmanovy skály a Klenky
Fajmanovy skály a Klenky jsou přírodní rezervace severovýchodně od obce Čížkov v okrese Plzeň-jih. Oblast spravuje Agentura ochrany přírody a krajiny ČR. Důvodem ochrany je zbytek reliktních borů a jedlobučin.